# Ик-Гебе-Гевест
«Ик-Гебе-Гевест» (от нидерл. ik heb een gewest — я владею провинцией) — буер Балтийского флота Русского царства, находившийся в составе флота с 1704 года, участник Северной войны 1700—1721 годов.

## Описание корабля
Парусный буер с деревянным корпусом.
Как и большинство вспомогательных судов своего времени буер имел ярко выраженное иностранное происхождение «Ик-Гебе-Гевест» — это транслитерации на русский голландского (нидерл. ik heb een gewest) выражения, буквально означавшего «я владею провинцией». Также в литературе встречаются варианты написания наименования буера: «Ish lebben geneust», «Инхебер Гевест» и «Ик эбер геваст».

## История службы
Буер «Ик-Гебе-Гевест» был заложен на стапеле Сясьской верфи и после спуска на воду в 1704 году вошёл в состав Балтийского флота России. Строительство вёл кораблестроитель Хорла Андреев.
Принимал участие в Северной войне в качестве транспортного судна. В кампании с 1704 по 1710 год использовался для перевозки грузов и провианта в приморские крепости, на верфи и суда эскадры. При этом в кампанию 1707 года выполнял функцию провиантского судна.
Сведений о выводе буера «Ик-Гебе-Гевест» из состава флота не сохранилось.

## Командиры корабля
Командирами буера «Ик-Гебе-Гевест» в составе российского флота в разное время служили:
- корабельщик, а затем боцман Фридрих Герес[комм. 1] (1704—1706 годы)[2][4];
- Питер Бронсвик (1710 год)[2].